# Amyandova kila
Amyandova kila je poseban tip kile (točnije preponske kile) u kojoj se nalazi crvoliki nastavak (lat. appendix vermiformis). Vrlo rijetko crvoliki nastavak može biti upaljen te se tada radi o akutnoj upali crvuljka (lat. appendicitis acuta) koja se mora uraditi istovremeno s kilom. U tom slučaju se ne preporučuje korištenje prolenskih mrežica zbog rizika infekcije.

## Dijagnostika
Obično se pronađe slučajno u toku operacije kile. U slučaju upale crvuljka, infekcija se prenese na zidove kilne kese i nastaje lokalna infekcija i bolna osjetljivost.

## Terapija
Terapija je identična terapiji preponske kile s tim da se sadržaj mora vratiti, a u slučaju upale crvuljka potrebno je uraditi apendektomiju koja se može uraditi kroz isti rez. 

## Vanjske poveznice
- Herniasymptoms.org  Arhivirana inačica izvorne stranice od 27. rujna 2008. (Wayback Machine) (engl.) O ingvinalnoj kili
- Oxfordjournals.org (engl.) Kronična bol nakon operacije kile PDF
- Biomedcentral.com (engl.) Studija operacija kile

|  | Molimo pročitajte upozorenje o korištenju medicinskih informacija. Ne provodite liječenje bez savjetovanja s liječnikom! |